# Mont Sacon
Le mont Sacon,,, ou encore mont Saqueton, est une montagne des Pyrénées françaises située dans la Barousse en Hautes-Pyrénées (région Occitanie). Elle culmine au pic de Tourroc à 1 541 mètres.

## Géographie

### Situation, topographie
Le mont Sacon est situé sur les communes d'Ourde, de Bramevaque et de Sacoué,,.

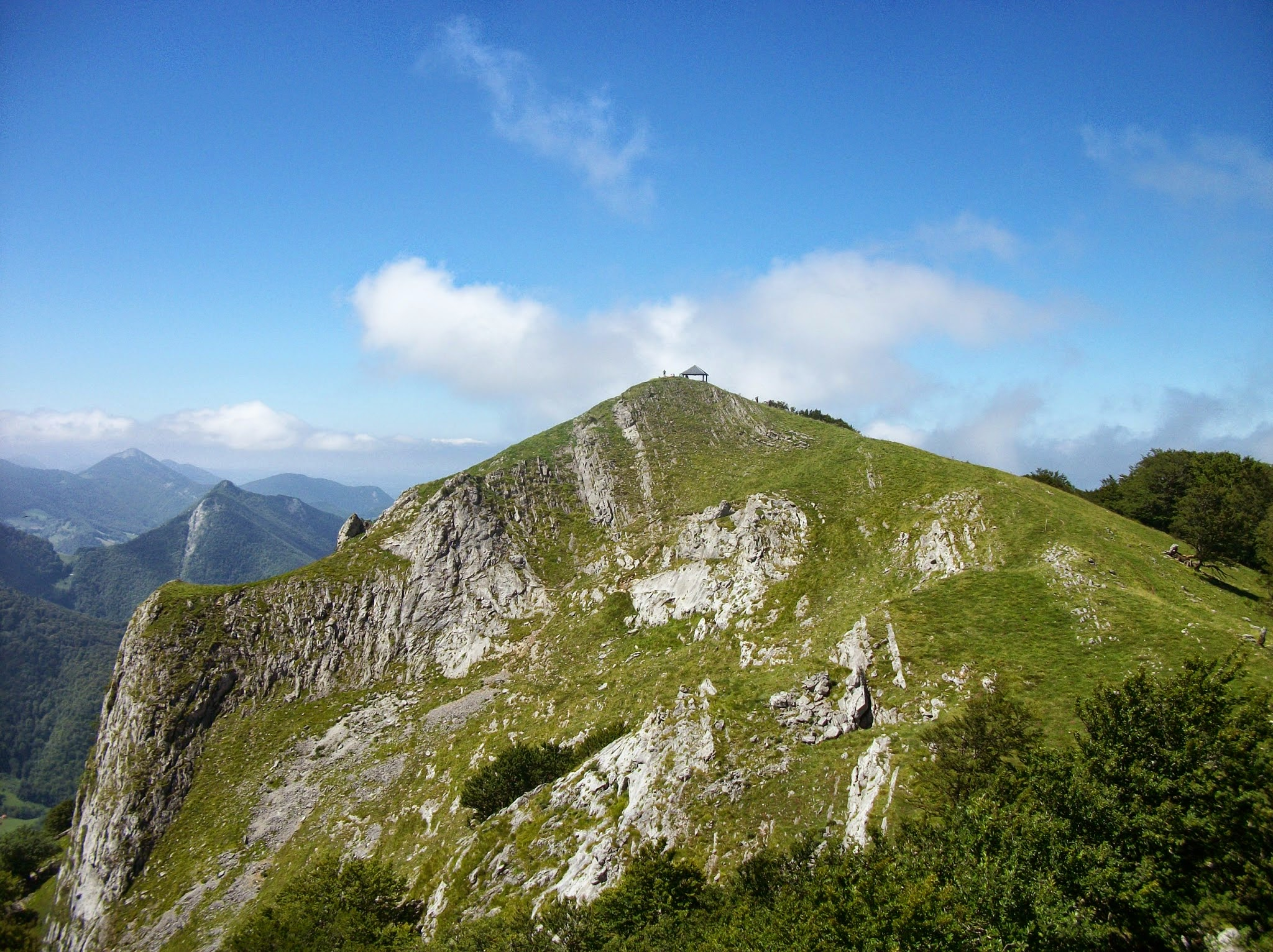
Versant sud du pic de Tourroc où se trouve une table d'orientation.
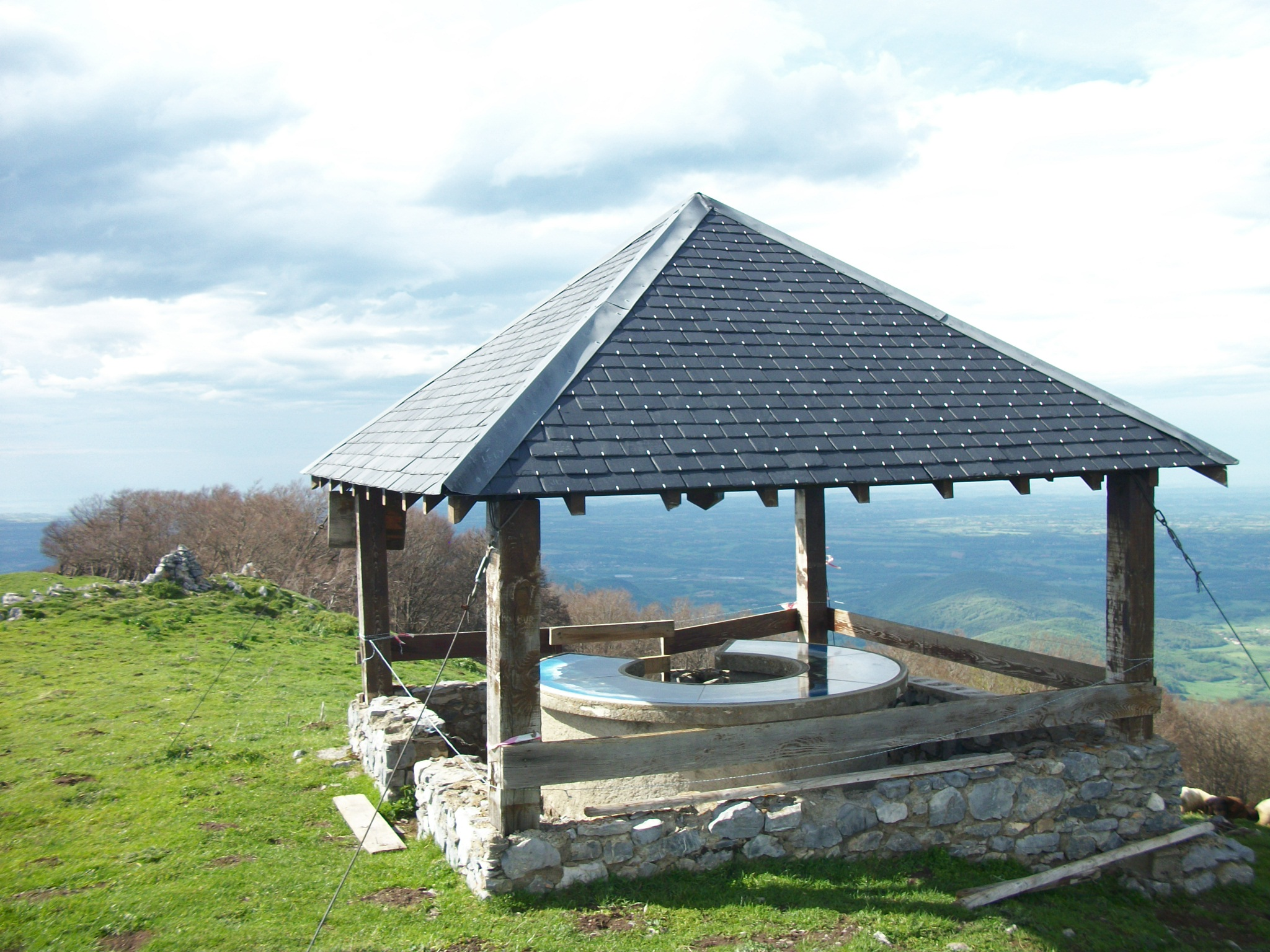
Table d'orientation au pic de Tourroc.
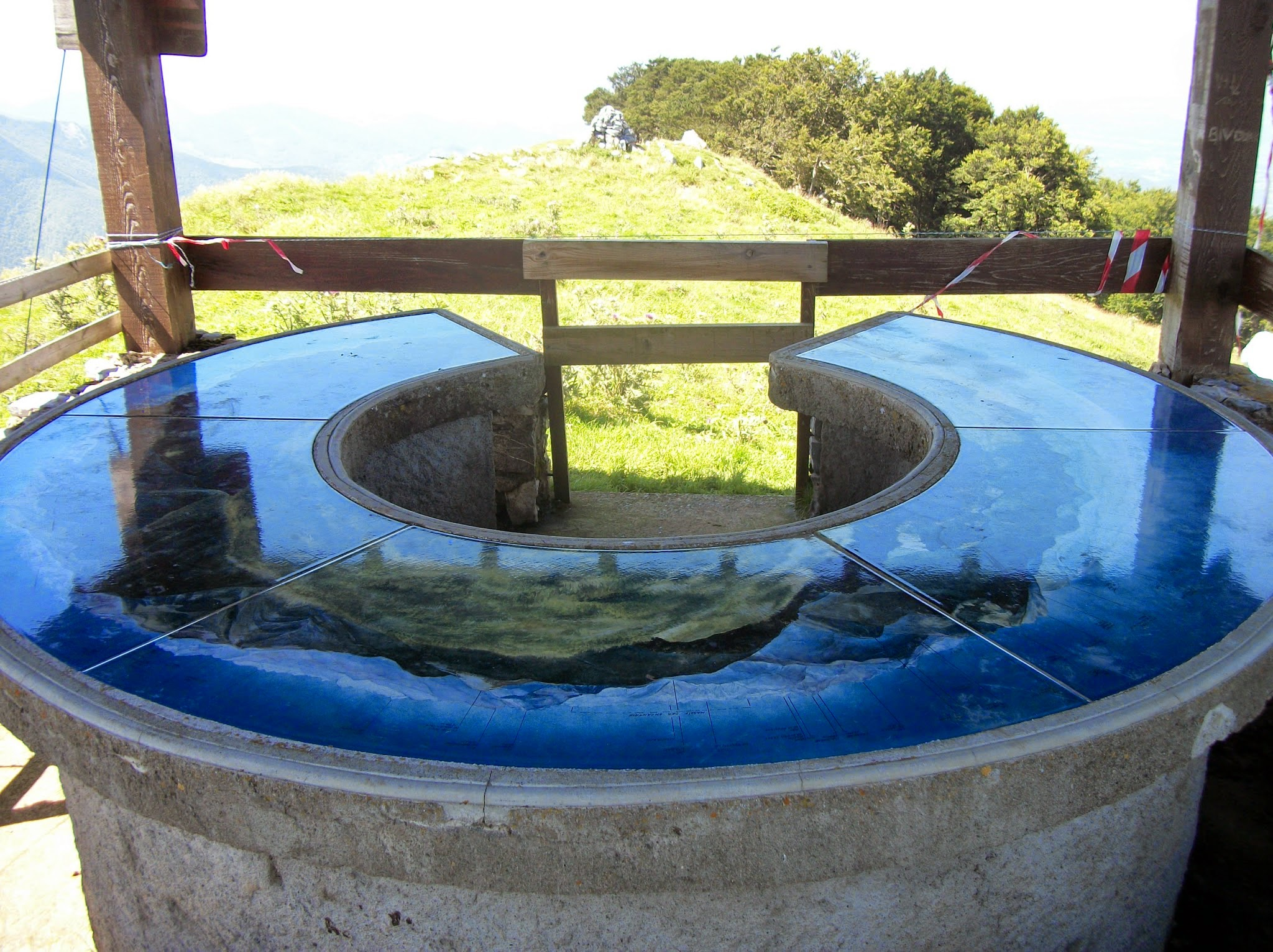
Table d'orientation.
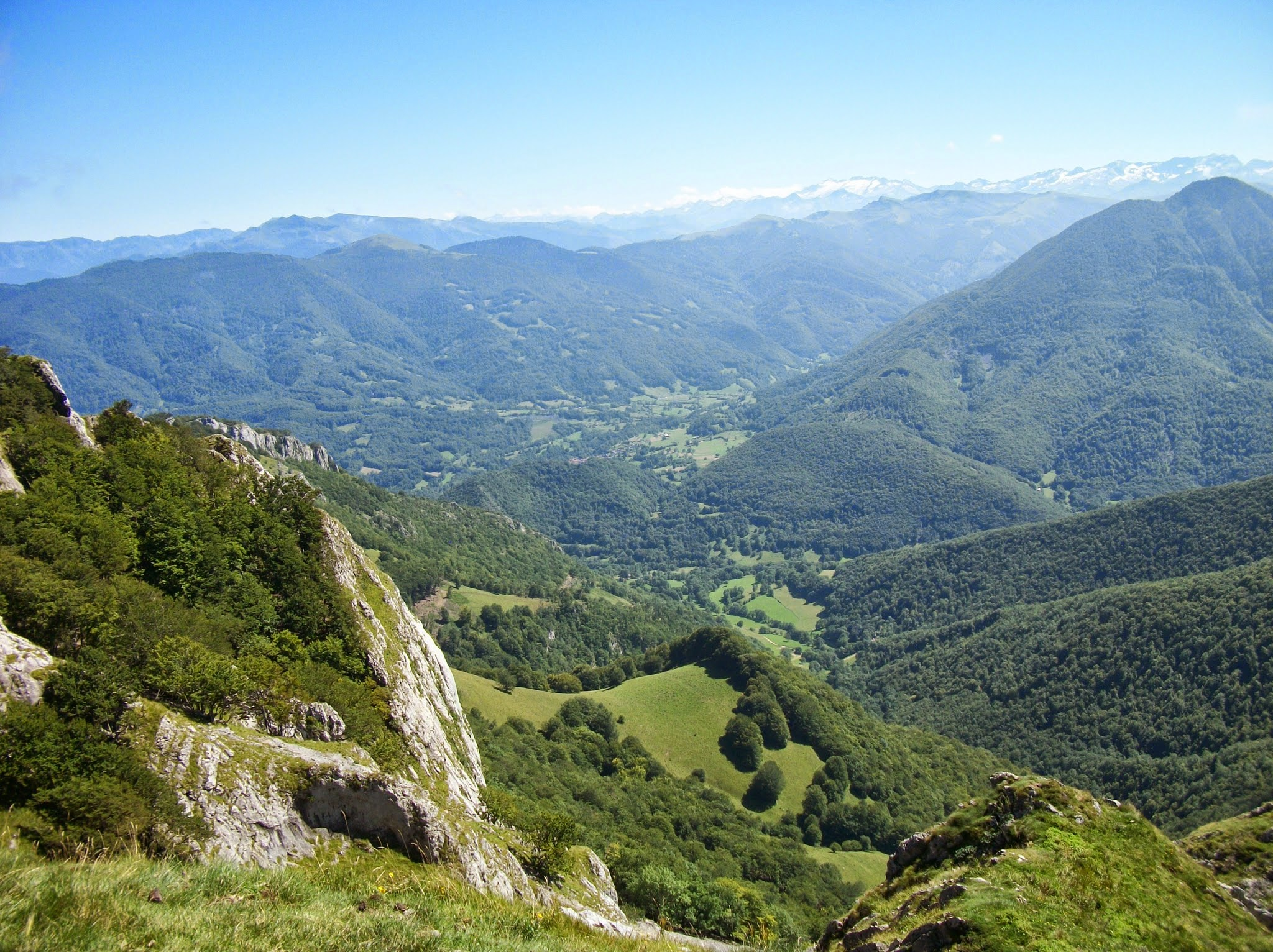
Vallée de la Barousse depuis le mont Sacon.
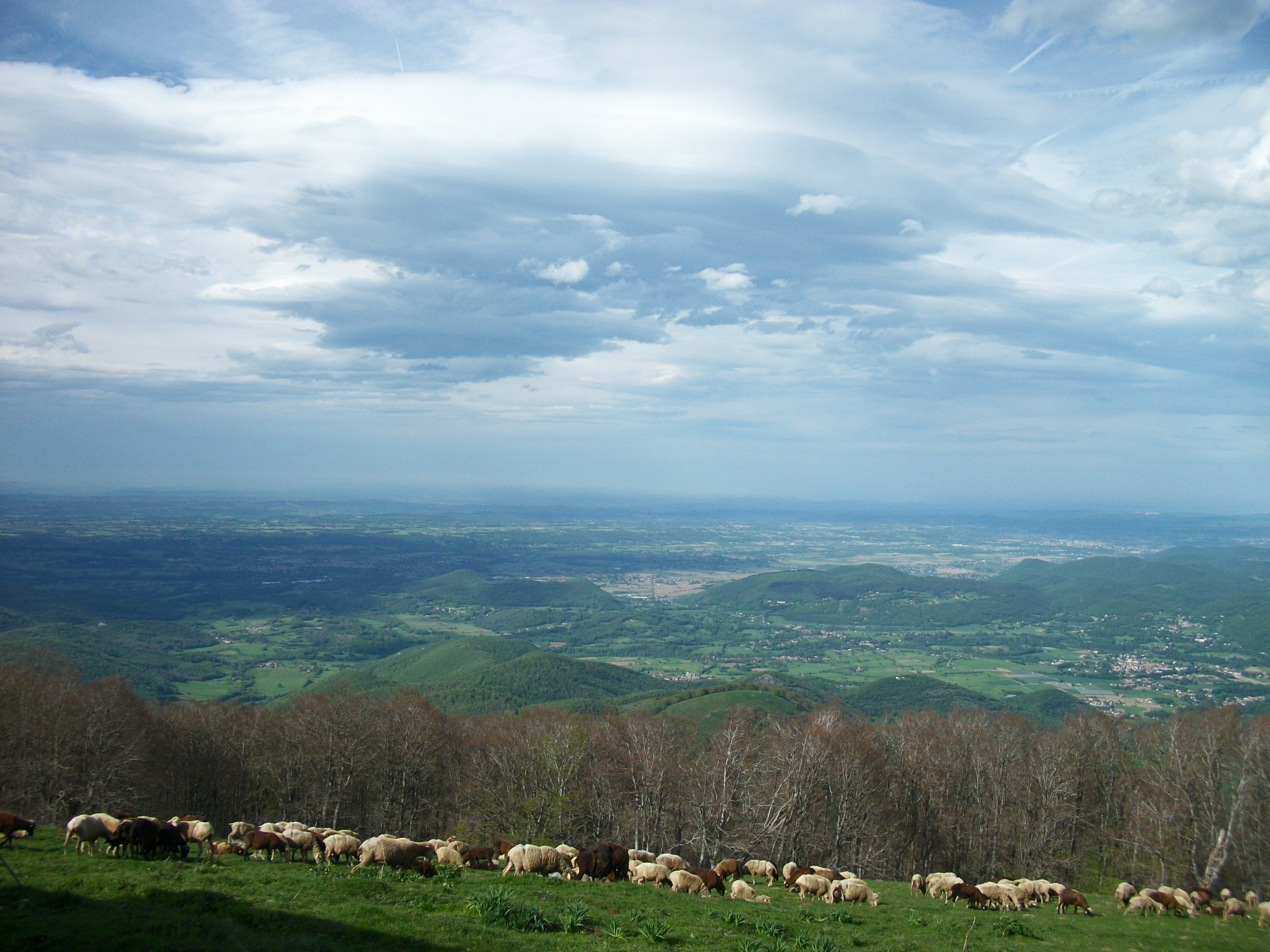
Troupeau de brebis au premier plan et plaine du Comminges en arrière-plan.
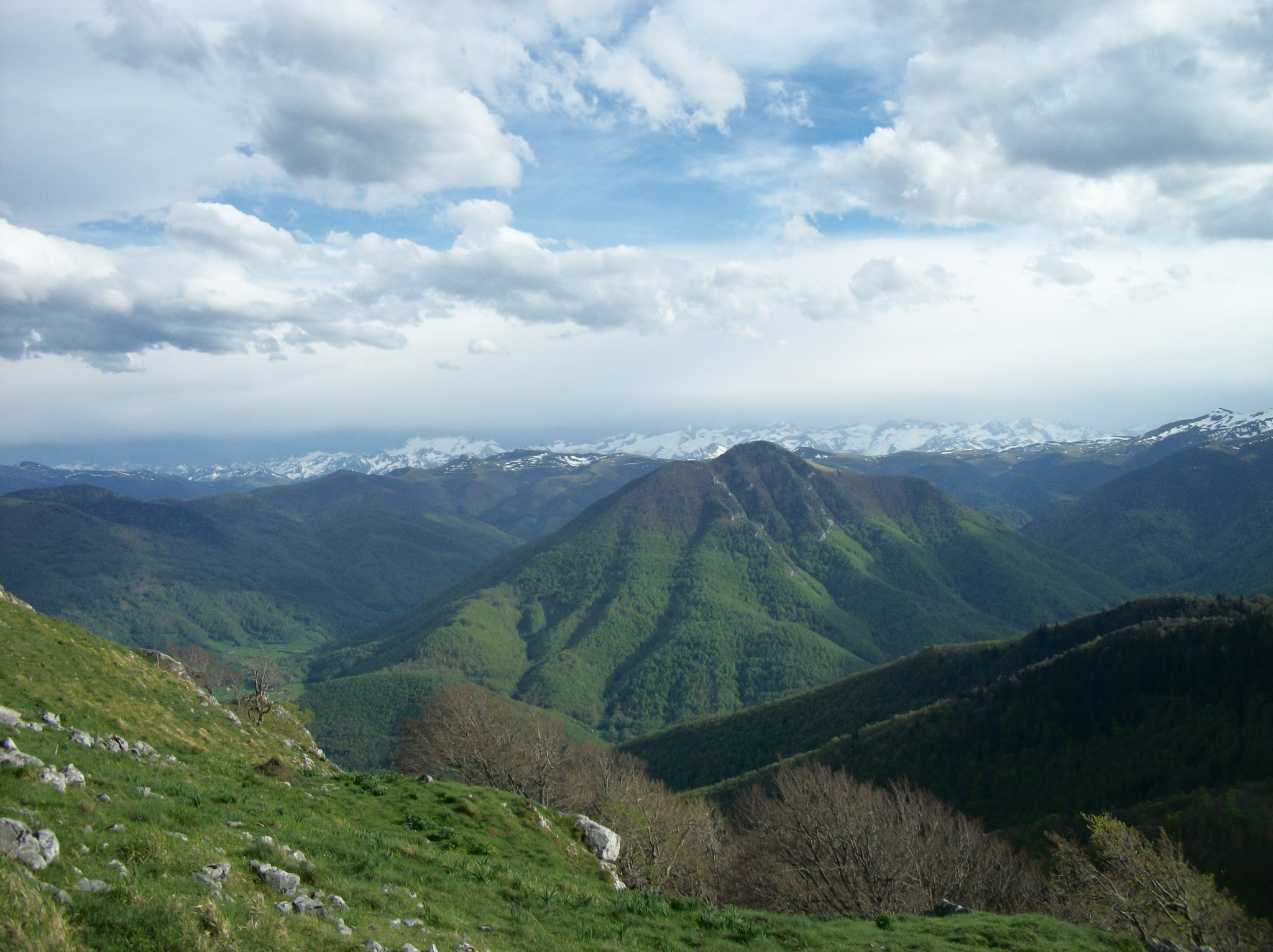
Vue des Pyrénées.
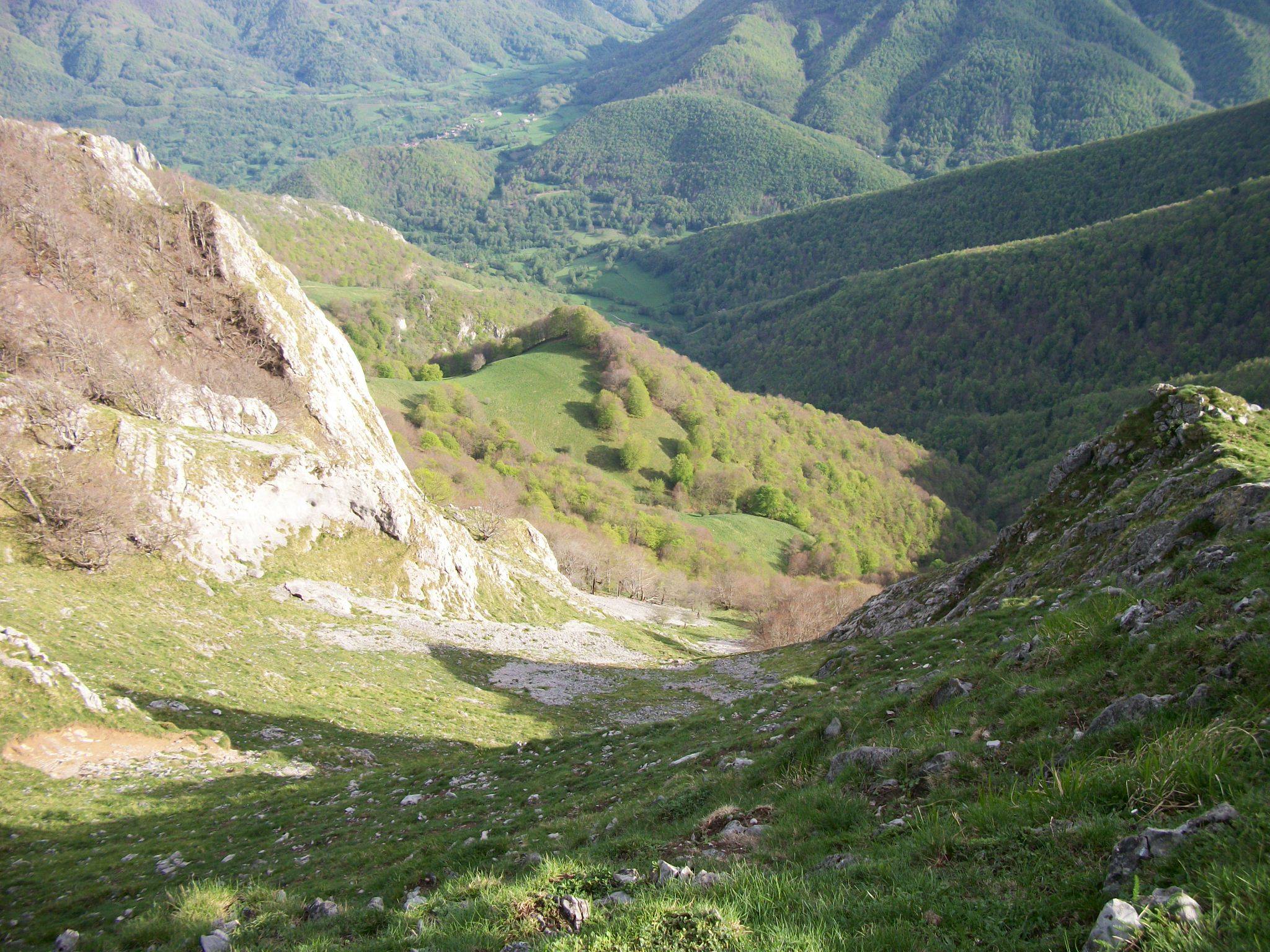
Versant sud.
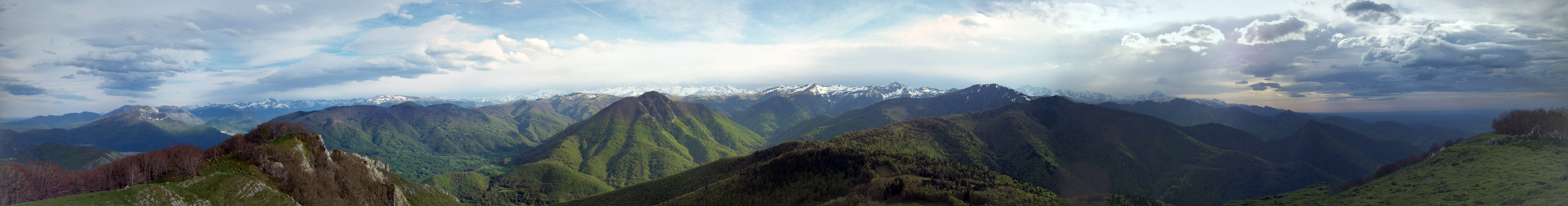
Panorama avec le pic du Midi de Bigorre à droite.

Le mont Sacon forme un dôme aplati qui s'étire du sud-est au nord-ouest. Le versant nord est boisé tandis que le versant sud est rocheux et abrupt.

### Flore
Au printemps, de la mi-avril à la mi-mai, des jacinthes des Pyrénées recouvrent les sous-bois du versant nord. Des gentianes de printemps poussent au sommet.

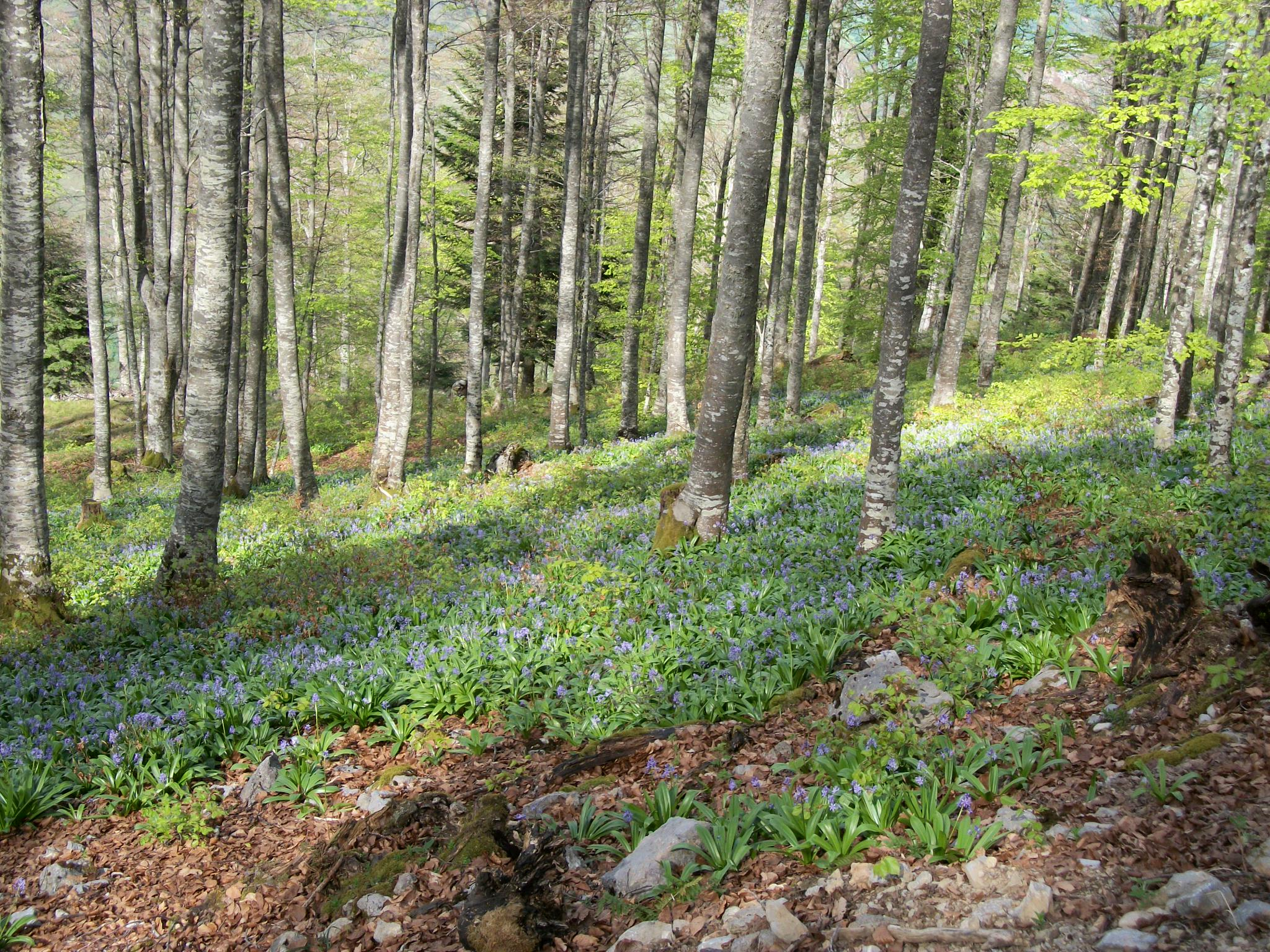
Jacinthes des Pyrénées recouvrant les sous-bois du versant nord.
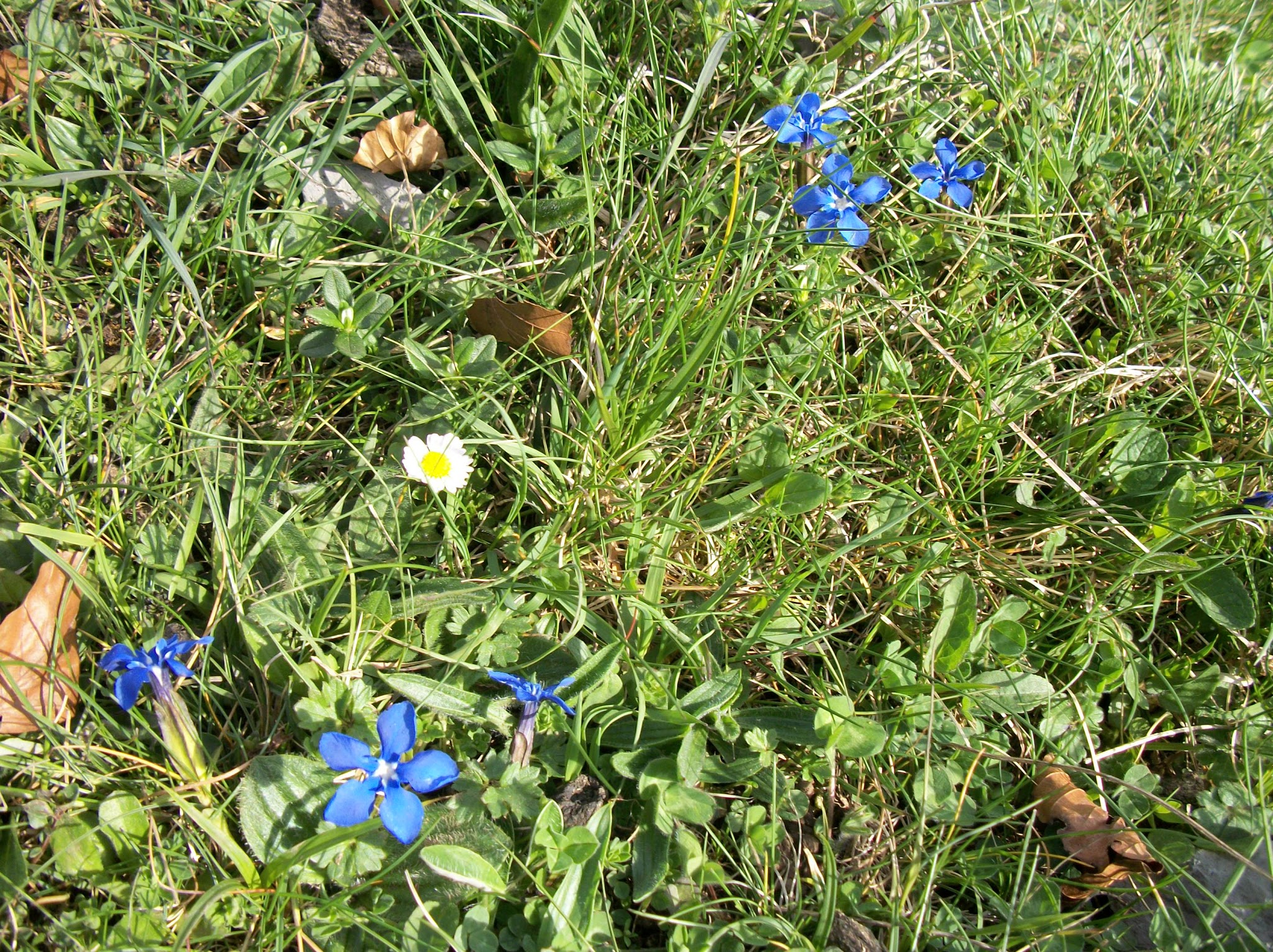
Gentianes de printemps au sommet.

## Histoire
Le mont Sacon a été la première ascension du pyrénéiste français Bertrand de Lassus.
En 1956 et 1957, des fouilles ont été organisées par Georges Fouet et Andrée Soutou au sommet du mont Sacon. De nombreux fragments et socles d'autels votifs gallo-romains en marbre blanc de Saint-Béat furent découverts, ce qui confirme la présence d'un sanctuaire,. Ces vestiges sont actuellement conservés au musée Saint-Raymond à Toulouse. L'histoire du sanctuaire antique est décrite sous le toit abritant la table d'orientation.

## Activités
Une carrière est située à l'ouest du mont Sacon d'où est extrait du minerai de magnésium. Elle a notamment alimenté l'usine métallurgique de Marignac, fermée en 2009. Depuis quelques années, la carrière est de nouveau exploitée pour extraire des matériaux routiers.